# ژان پنلوه
ژان پنلوه (به فرانسوی: Jean Painlevé) (زادهٔ ۲۰ نوامبر ۱۹۰۲ – درگذشتهٔ ۲ ژوئیه ۱۹۸۹) کارگردان، عکاس بود که عمده فعالیتش ساختن فیلم‌های علمی و تحقیقاتی بود و در زیر آب عکاسی می‌کرد. فیلم خون‌آشام محصول سال ۱۹۴۵ از آثار مهم پنلوه محسوب می‌شود.

## سبک فیلمسازی
پنلوه با استفاده از میکروب‌ها و باکتری‌ها فیلم می‌ساخت و مخاطبان جدی سینما آثار او را دنبال می‌کردند.